# Zawieprzyce (gromada)
Zawieprzyce – dawna gromada w Polskiej Rzeczypospolitej Ludowej.
Gromady, z gromadzkimi radami narodowymi (GRN) jako organami władzy najniższego stopnia na wsi, funkcjonowały od reformy reorganizującej administrację wiejską przeprowadzonej jesienią 1954 do momentu ich zniesienia z dniem 1 stycznia 1973, tym samym wypierając organizację gminną w latach 1954–1972.
Gromadę Zawieprzyce z siedzibą GRN w Zawieprzycach utworzono – jako jedną z 8759 gromad na obszarze Polski – w powiecie lubartowskim w woj. lubelskim na mocy uchwały nr 11 WRN w Lublinie z dnia 5 października 1954. W skład jednostki weszły obszary dotychczasowych gromad Zawieprzyce, Januszówka i Stoczek ze zniesionej gminy Spiczyn oraz obszar dotychczasowej gromady Wólka Nowa ze zniesionej gminy Ludwin w tymże powiecie. Dla gromady ustalono 15 członków gromadzkiej rady narodowej.
1 stycznia 1962 gromadę zniesiono, włączając jej obszar do gromady Spiczyn w tymże powiecie.